# Пирсес-Крик
Пирсес Крик (англ. Pierces Creek) — лесное поселение в Австралийской столичной территории. 12 из 13 домов поселения были уничтожены лесным пожаром в январе 2003 года. Возможность восстановления поселения обсуждается правительством территории.